# Mercedes-Benz W 04
Der Mercedes-Benz W 04 mit der Verkaufsbezeichnung 12/55 PS Typ 320 war eine Weiterentwicklung des von Ferdinand Porsche konstruierten Mercedes-Benz W 03, eines Wagens der oberen Mittelklasse.
Durch eine kürzere Hinterachsübersetzung (1 : 5,4 für die Flachlandversion und 1 : 5,8 für die Bergversion) sollte die Beschleunigungsfähigkeit erhöht werden. Zudem wurde ein Sechszylinder-Reihenmotor mit erneut vergrößertem Hubraum von 3131 cm³ (Bohrung 76 mm, Hub 115 mm), aber unveränderter Leistung von 55 PS (40 kW) bei 3200/min eingesetzt. Resultat waren Höchstgeschwindigkeiten von 100 km/h in der Flachlandversion und 95 km/h in der Bergversion. Über ein Vierganggetriebe wurden die Hinterräder angetrieben, die an einer Starrachse mit Halbelliptik-Blattfedern aufgehängt waren. Auch die Vorderachse war starr und hatte Halbelliptik-Blattfedern. Der Wagen war mit Seilzugbremsen für alle vier Räder ausgestattet.
Erneut honorierte die Käuferschaft die Verbesserung nicht. Die Verkäufe blieben auf niedrigem Niveau. So stand 1929 die dritte Überarbeitung zum Mercedes-Benz W 05 an.

## Technische Daten
| Mercedes-Benz 12/55 PS                         | Mercedes-Benz 12/55 PS |
| ---------------------------------------------- | --- |
| Konstruktionsbezeichnung                       | W 04 |
| Produktionszeitraum                            | 1927–1928 |
| Motor                                          | |
| Arbeitsverfahren                               | Viertakt-Otto |
| Anordnung im Fahrzeug                          | vorn, längs; stehend |
| Motor-Typ/-Baumuster                           | M 04 |
| Zylinderzahl/-anordnung                        | 6 / Reihe |
| Bohrung × Hub                                  | 76 × 115 mm |
| Hubraum                                        | 3131 cm³ |
| Verdichtung                                    | 5,0 : 1 |
| Leistung                                       | 55 PS (40,5 kW) bei 3200/min |
| Drehmoment                                     | 16,5 mkp (163 N·m) bei 1200/min |
| Ventilanordnung und -anzahl                    | 1 Einlass, 1 Auslass, seitlich stehend |
| Ventilsteuerung                                | 1 seitliche Nockenwelle |
| Nockenwellenantrieb                            | über Stirnräder |
| Gemischbildung                                 | 1 Flachstromvergaser Zenith 36 HK Mod. TD |
| Kraftstofftank: Anordnung und Fassungsvermögen | im Heck, 85 l |
| Fahrwerk und Kraftübertragung                  | |
| Rahmen                                         | U-Profil-Pressstahl-Rahmen |
| Radaufhängung vorn                             | Starrachse |
| Radaufhängung hinten                           | Starrachse |
| Federung vorne                                 | Halbfedern |
| Federung hinten                                | Underslung-Halbfedern |
| Lenkung                                        | Schraubenspindel, rechts oder links |
| Bremsanlage (Fußbremse)                        | mechanisch, auf Vorder- und Hinterräder wirkend |
| Feststellbremse (Handbremse)                   | mechanisch, auf Hinterräder wirkend |
| Räder                                          | Holz-, Stahl- oder Drahtspeichenräder |
| Reifen                                         | 32 × 6,00, 32 × 6,20 Niederdruck oder 6,00-20 |
| Angetriebene Räder                             | Hinterräder |
| Kraftübertragung                               | Kardanwelle |
| Getriebe und Fahrleistungen                    | |
| Getriebe                                       | 4-Gang-Schaltgetriebe |
| Schaltung                                      | Schalthebel Wagenmitte |
| Kupplung                                       | Mehrscheiben-Trockenkupplung |
| Getriebeart                                    | Zahnrad-Wechselgetriebe |
| Getriebeübersetzung                            | I. 3,85; II. 2,29; III. 1,58; IV. 1,0 |
| Achsantriebsübersetzung                        | 5,80 oder 5,40 (Flachland) |
| Höchstgeschwindigkeit                          | 95 km/h |
| Kraftstoffverbrauch                            | 17 l |
| Abmessungen und Gewichte                       | |
| Radstand                                       | 3430 mm |
| Spur vorn und hinten                           | 1420 mm |
| Länge                                          | 4650 mm |
| Breite                                         | 1760 mm |
| Höhe                                           | 1920 mm |
| Gewicht des Fahrgestells                       | 1250 kg |
| Leergewicht (Wagengewicht)                     | Tourenwagen: 1800 kg; Pullman-Limousine: 1980 kg |
| Zul. Gesamtgewicht                             | Tourenwagen: 2550 kg; Pullman-Limousine: 2750 kg |
| Allgemeine Daten                               | |
| Stückzahl insgesamt                            | 3854 (Typ 12/55 PS mit Motoren M 03 und M 04) |
| Preise                                         | Fahrgestell: 9.000 RM Tourenwagen (6 Sitze): 11.500 RM Limousine (6 Sitze): 13.000 RM Cabriolet (2/3 Sitze): 14.000 RM Cabriolet (4 Sitze): 15.000 RM |

Quelle: 12/55 PS, ab 1928: 12/55 PS Typ 320. Abgerufen am 8. Februar 2021.

## Produktionszahlen
- Typ 320 (W 04): 202 Stück